# Claude-Louis de La Châtre (Bischof)
Claude-Louis de La Châtre (* 28. September 1698 in Paris; † 22. Mai 1740 in Agde) war Bischof von Agde.

## Leben
Claude-Louis de La Châtre (ältere Schreibweise: Chastre) war der zweite Sohn des Generalstatthalters der Provinz Orléanais, Louis de La Châtre (1661–1730), Graf von Nançay, genannt Marquis de La Châtre, und Marie-Charlotte de Beaumanoir (1668–1725), Tochter von Henri III. de Beaumanoir, Marquis de Lavardin. Er wurde noch am Tag seiner Geburt getauft. Taufpaten waren der Bruder des Vaters, Claude de La Châtre († 1699), Kommendatarabt von Saint-Sever und Hofkaplan des Königs, und seine Großtante Louise (1635–1723), Hofdame der Königin und Witwe des Marschalls Louis de Crévant, duc d’Humières (Pfarrmatrikel St-Eustache de Paris).
Per Dekret vom 6. November 1717 erhielt er, kaum zwanzigjährig und noch vor der Tonsur, die Abtei Saint-Michel-du-Tréport in der Erzdiözese Rouen in Kommende. Am 4. Juni 1719 erhielt er in Paris die niederen Weihen und am 21. März 1722 aus der Hand des Bischofs von Bethlehem, Louis Lebel OFM, das Subdiakonat, das Diakonat folgte am 19. Dezember 1722 und die Priesterweihe durch den Bischof von Angers, Michel Poncet de La Rivière, am 23. Dezember 1722. Im folgenden Jahr wurde er Generalvikar des Bischofs von Tours, Louis-Jacques de Chapte de Rastignac, und Titular der Kapelle Saint-Éloi des Kollegiatstifts Saint-Martin-de-Champeaux in der Erzdiözese Paris. Am 4. Januar 1726 wurde er von der Universität Paris zum Doktor der Theologie promoviert und am 17. Oktober 1726, auf Vorschlag des Kardinals Fleury, von König Ludwig XV. zum Bischof von Agde (Kirchenprovinz Narbonne) ernannt. 
Im Konsistorium vom 16. Dezember 1726 präkonisiert, erhielt er am 20. Januar 1727 die Ernennungsurkunde und wurde am 26. Oktober 1727 in der inneren Kapelle der Minimiten (Paulaner) in Paris (Place Royal) von Erzbischof Crillon von Toulouse zum Bischof geweiht. Am 30. November 1727 legte er vor dem König den Treueid ab. Am 4. Februar 1728 zog Mgr de La Châtre mit einer großen Prozession in die Stadt Agde, die ihn mit 68 Kanonenschüssen begrüßte, und am 6. Februar feierlich in seine Kathedrale ein.
Am 14. März 1728 eröffnete er die Feierlichkeiten zum Heiligen Jahr 1728, die zwei Monate dauerten. Am 18. Juli 1733 weihte er, assistiert von den Bischöfen Michel de Verthamon de Chavagnac von Montauban und Armand Bazin de Bezons von Carcassonne, in der Kathedrale Saint-Etienne in Agde Jean-Georges de Souillac zum Bischof von Lodève. Ein Novum für die Stadt Agde war die große öffentliche Anteilnahme an dieser Zeremonie. Vom Landtag der Provinz Languedoc zum Deputierten für den Klerus bestimmt, übergab Mgr de La Châtre am 24. August 1733 König Ludwig XV. die Berichte (Cahiers) der Provinz. 1735 vertrat er als Abgeordneter die Kirchenprovinz Narbonne auf dem Nationalkonzil des französischen Klerus in Paris.
Bischof de La Châtre starb am 22. Mai 1740, erst 41 Jahre alt. Mit seinem Testament vom 21. April 1740 hatte er das Hôpital d’Agde gegründet und zum Universalerben eingesetzt. Er wurde in der Kathedrale beigesetzt.